# Liste der denkmalgeschützten Objekte in Stainach-Pürgg
Die Liste der denkmalgeschützten Objekte in Stainach-Pürgg enthält die 28 unbeweglichen Objekte der österreichischen Gemeinde Stainach-Pürgg im steirischen Bezirk Liezen.

## Denkmäler
| Foto |                 | Denkmal                                                                                  | Standort                                         | Beschreibung | Metadaten |
| ---- | --------------- | ---------------------------------------------------------------------------------------- | ------------------------------------------------ | --- | --- |
| ja   | Datei hochladen | Ortskapelle, Singer-Kapelle HERIS-ID: 11900 Objekt-ID: 8021                              | bei Niederstuttern 19 Standort KG: Neuhaus       | | BDA-Hist.: Q38116189 Status: Bescheid Stand der BDA-Liste: 2025-06-30 Name: Ortskapelle, Singer-Kapelle GstNr.: .132/2 Singerkapelle                                     |
| ja   | Datei hochladen | Kirchenruine Neuhaus samt Stützmauer HERIS-ID: 42555 Objekt-ID: 43143                    | Trautenfels Standort KG: Neuhaus                 | | BDA-Hist.: Q38003189 Status: Bescheid Stand der BDA-Liste: 2025-06-30 Name: Kirchenruine Neuhaus samt Stützmauer GstNr.: 368/2 Kirchenruine Neuhaus (Trautenfels)        |
| ja   | Datei hochladen | Schloss Trautenfels (Neuhaus) samt Kapelle HERIS-ID: 37327 Objekt-ID: 36441              | Trautenfels 1 Standort KG: Neuhaus               | → Hauptartikel : Schloss Trautenfels f1 | BDA-Hist.: Q656247 Status: Bescheid Stand der BDA-Liste: 2025-06-30 Name: Schloss Trautenfels (Neuhaus) samt Kapelle GstNr.: .101 Trautenfels Castle                     |
| ja   | Datei hochladen | Kriegerdenkmal HERIS-ID: 85059 Objekt-ID: 99243                                          | bei Trautenfels 1 Standort KG: Neuhaus           | | BDA-Hist.: Q38184478 Status: § 2a Stand der BDA-Liste: 2025-06-30 Name: Kriegerdenkmal GstNr.: 418 Trautenfels Castle - war memorial                                     |
| ja   | Datei hochladen | Bastionen von Schloss Trautenfels HERIS-ID: 85062 Objekt-ID: 99246                       | bei Trautenfels 1 Standort KG: Neuhaus           | | BDA-Hist.: Q38184490 Status: § 2a Stand der BDA-Liste: 2025-06-30 Name: Bastionen von Schloss Trautenfels GstNr.: 424, 425                                               |
| ja   | Datei hochladen | Zufahrtsflankierung HERIS-ID: 85063 Objekt-ID: 99247                                     | bei Trautenfels 1 Standort KG: Neuhaus           | | BDA-Hist.: Q38184502 Status: § 2a Stand der BDA-Liste: 2025-06-30 Name: Zufahrtsflankierung GstNr.: 428                                                                  |
| ja   | Datei hochladen | Wartegebäude HERIS-ID: 45935 Objekt-ID: 47501                                            | Trautenfels 30 Standort KG: Neuhaus              | Denkmalgeschützt ist das Wartegebäude der früheren Eisenbahnhaltestelle Trautenfels, ein einstöckiger Fachwerkbau. Die Station wurde im Jahr 2007 geschlossen und der Bahnsteig abgebaut. | BDA-Hist.: Q38018256 Status: Bescheid Stand der BDA-Liste: 2025-06-30 Name: Wartegebäude GstNr.: .200 Bahnhof Trautenfels                                                |
| ja   | Datei hochladen | Altersheim, Gräfin Anna Lamberg-Stiftung HERIS-ID: 47026 Objekt-ID: 49474                | Unterburg 5 Standort KG: Neuhaus                 | | BDA-Hist.: Q38025247 Status: Bescheid Stand der BDA-Liste: 2025-06-30 Name: Altersheim, Gräfin Anna Lamberg-Stiftung GstNr.: 643/3                                       |
| ja   | Datei hochladen | Brunnenhaus HERIS-ID: 83407 Objekt-ID: 97286                                             | bei Unterburg 5 Standort KG: Neuhaus             | | BDA-Hist.: Q38180573 Status: Bescheid Stand der BDA-Liste: 2025-06-30 Name: Brunnenhaus GstNr.: 643/3                                                                    |
| ja   | Datei hochladen | Friedhof christlich HERIS-ID: 85064 Objekt-ID: 99248                                     | Pürgg Standort KG: Pürgg                         | | BDA-Hist.: Q38184512 Status: § 2a Stand der BDA-Liste: 2025-06-30 Name: Friedhof christlich GstNr.: 567/2                                                                |
| ja   | Datei hochladen | St.-Johannes-Kapelle mit ehem. Kirchhof und Mauerresten HERIS-ID: 51758 Objekt-ID: 57514 | Pürgg 27, in der Nähe Standort KG: Pürgg         | Die Kapelle dürfte um 1100 gebaut worden sein. Die romanischen Fresken stammen aus dem 3. Viertel des 12. Jahrhunderts. Auftraggeber waren die Traungauer, möglicherweise Ottokar III. Ursprünglich wurden diese Darstellungen einem Araber zugeschrieben, der mit den Kreuzfahrern ins Land gekommen ist. Die Arabesken dürften jedoch von einem Europäer stammen, da der gemalte Schriftzug dem Namen „Allah“ zwar sehr ähnelt, aber entstellend abgebildet wurde.                                                                       | BDA-Hist.: Q19971252 Status: § 2a Stand der BDA-Liste: 2025-06-30 Name: St. Johannes-Kapelle mit ehem. Kirchhof und Mauerresten GstNr.: .13, 554 Johanneskapelle (Pürgg) |
| ja   | Datei hochladen | Kath. Pfarrkirche hl. Georg HERIS-ID: 51760 Objekt-ID: 57516                             | bei Pürgg 1a Standort KG: Pürgg                  | Die Kirche wurde am 17. Juli 1130 geweiht. Der dreischiffige im Kern romanische Kirchenbau hatte einen Chorquadratturm. Die heutige gotisierte Kirche hat einen mächtigen Westturm. | BDA-Hist.: Q20981168 Status: § 2a Stand der BDA-Liste: 2025-06-30 Name: Kath. Pfarrkirche hl. Georg GstNr.: .49 Saint George Church (Pürgg)                              |
| ja   | Datei hochladen | Pfarrhof mit Wirtschaftsgebäude HERIS-ID: 51759 Objekt-ID: 57515                         | Pürgg 1, 1a Standort KG: Pürgg                   | Der dreigeschoßige Pfarrhof, der mit einer Wehrmauer mit Schießscharten und Torbau umgeben ist und von einem Schopfwalmdach gedeckt ist, hat einen mittelalterlichen Kern aus dem 16. Jahrhundert. Das Portalgewände und das darüber liegende Fenster zeigen spätgotisches Profil. Der hölzerne Verbindungsgang zur Kirche hat einen gemauerten Pfeiler, darauf ein Fresko des hl. Michael aus dem 2. Viertel des 18. Jahrhunderts. | BDA-Hist.: Q38047397 Status: § 2a Stand der BDA-Liste: 2025-06-30 Name: Pfarrhof mit Wirtschaftsgebäude GstNr.: .47 Pfarrhof Pürgg                                       |
| ja   | Datei hochladen | Volksschule HERIS-ID: 85066 Objekt-ID: 99250                                             | Pürgg 2 Standort KG: Pürgg                       | | BDA-Hist.: Q38184534 Status: § 2a Stand der BDA-Liste: 2025-06-30 Name: Volksschule GstNr.: .50                                                                          |
| ja   | Datei hochladen | Bürgerhaus, Lösch, Fleischhacker-Haus HERIS-ID: 37367 Objekt-ID: 36483                   | Pürgg 6 Standort KG: Pürgg                       | | BDA-Hist.: Q37975267 Status: Bescheid Stand der BDA-Liste: 2025-06-30 Name: Bürgerhaus, Lösch, Fleischhacker-Haus GstNr.: .37 Fleischhackerhaus, Pürgg                   |
| ja   | Datei hochladen | Prähistorische Höhensiedlung am Burgstall bei Pürgg HERIS-ID: 98047 Objekt-ID: 113924    | Pürgg Burgstall Standort KG: Pürgg               | | BDA-Hist.: Q37771155 Status: Bescheid Stand der BDA-Liste: 2025-06-30 Name: Prähistorische Höhensiedlung am Burgstall bei Pürgg GstNr.: 321/4                            |
| ja   | Datei hochladen | Aufnahmsgebäude Stainach-Irdning HERIS-ID: 45932 Objekt-ID: 47498seit 2021               | Bahnhofstraße 103 Standort KG: Stainach          | Das Aufnahmsgebäude gehört zum 1877 eröffneten Bahnhof Stainach-Irdning. | BDA-Hist.: Q105665741 Status: Bescheid Stand der BDA-Liste: 2025-06-30 Name: Aufnahmsgebäude Stainach-Irdning GstNr.: .197                                               |
| ja   | Datei hochladen | Stadtmauer HERIS-ID: 83901 Objekt-ID: 97958                                              | Gschlößlgasse 231 Standort KG: Stainach          | | BDA-Hist.: Q38181511 Status: § 2a Stand der BDA-Liste: 2025-06-30 Name: Stadtmauer GstNr.: .56/1                                                                         |
| ja   | Datei hochladen | Ortskapelle HERIS-ID: 83876 Objekt-ID: 97933                                             | bei Hauptplatz 37 Standort KG: Stainach          | Die barocke Ortskapelle hat einen überdeckten Vorbau und ein Schmiedeeisengitter. Das Madonnenbild stammt aus der 2. Hälfte des 18. Jahrhunderts. | BDA-Hist.: Q38181478 Status: § 2a Stand der BDA-Liste: 2025-06-30 Name: Ortskapelle GstNr.: .286                                                                         |
| ja   | Datei hochladen | Brunnen HERIS-ID: 83903 Objekt-ID: 97960                                                 | Kirchengasse Standort KG: Stainach               | Der Brunnen wurde 1912 als Endbassin der Wasserleitung errichtet. | BDA-Hist.: Q38181522 Status: § 2a Stand der BDA-Liste: 2025-06-30 Name: Brunnen GstNr.: 263/1                                                                            |
| ja   | Datei hochladen | Kath. Pfarrkirche hl. Antonius von Padua HERIS-ID: 51890 Objekt-ID: 57705                | Kirchengasse 230 Standort KG: Stainach           | Die Pfarrkirche wurde 1957 bis 1958 nach dem Plan von Franz Kirchner erbaut. | BDA-Hist.: Q31025805 Status: § 2a Stand der BDA-Liste: 2025-06-30 Name: Kath. Pfarrkirche hl. Antonius von Padua GstNr.: .346 Pfarrkirche Stainach                       |
| ja   | Datei hochladen | Kath. Filialkirche hl. Rupert und Friedhof HERIS-ID: 51699 Objekt-ID: 57429              | Niederhofen Standort KG: Stainach                | Um 1450 wurde die Kirche im spätgotischen Baustil anstelle einer 1240 genannten Vorgängerkirche erbaut. Der Kirchturm wurde 1754 ab der Glockenstube im barocken Stil umgebaut. | BDA-Hist.: Q38046907 Status: § 2a Stand der BDA-Liste: 2025-06-30 Name: Kath. Filialkirche hl. Rupert und Friedhof GstNr.: .23, 105 Kath Kirche Hl Rupert                |
| ja   | Datei hochladen | Kriegerdenkmal HERIS-ID: 83938 Objekt-ID: 97996                                          | Niederhofen Standort KG: Stainach                | | BDA-Hist.: Q38181636 Status: § 2a Stand der BDA-Liste: 2025-06-30 Name: Kriegerdenkmal GstNr.: 105                                                                       |
| BW   | Datei hochladen | Kalvarienberg bei Schloss Friedstein HERIS-ID: 60327 Objekt-ID: 72530                    | Niederhofen Standort KG: Stainach                | | BDA-Hist.: Q38091491 Status: Bescheid Stand der BDA-Liste: 2025-06-30 Name: Kalvarienberg bei Schloss Friedstein GstNr.: 125/1                                           |
| ja   | Datei hochladen | Schloss Friedstein HERIS-ID: 37332 Objekt-ID: 36446                                      | Niederhofen 1 Standort KG: Stainach              | | BDA-Hist.: Q37974997 Status: Bescheid Stand der BDA-Liste: 2025-06-30 Name: Schloss Friedstein GstNr.: .5/1 Schloss Friedstein in Stainach                               |
| ja   | Datei hochladen | Ehem. Zehentspeicher HERIS-ID: 37449 Objekt-ID: 36602                                    | Salzburgerstraße 142 Standort KG: Stainach       | Der ehemalige Admontsche Zehentspeicher trägt einen mit 1597 datierten Wappenstein des Abtes Johannes Hofmann, weiters Kratzputzdekoration. | BDA-Hist.: Q37975729 Status: Bescheid Stand der BDA-Liste: 2025-06-30 Name: Ehem. Zehentspeicher GstNr.: .151/4 Ehemaliger Zehentspeicher Stainach                       |
| ja   | Datei hochladen | Marienkapelle (Neumayer-Kapelle) HERIS-ID: 57603 Objekt-ID: 67821                        | Schloß Stainach 1, bei Standort KG: Stainach     | Die Neumayer-Kapelle wurde 1896 in erhöhter Lage im Wald über dem Schloss Stainach errichtet. Die kleine, neugotische Giebelkapelle mit ihrem spitzbogigen Portal und den seitlichen Fialen wurde zur Gänze (Mauern und Dach) aus unverputzten, steinmetzmäßig bearbeiteten Werksteinen errichtet. Der neugotische Altar mit nazarenisch beeinflusstem Altarblatt stellt eine Maria mit Kind dar und stammt aus der Bauzeit. Laut lateinischer Inschrift wurde die Kapelle von der damaligen Schlossbesitzerin Eveline Neumayer gestiftet. | BDA-Hist.: Q38077377 Status: Bescheid Stand der BDA-Liste: 2025-06-30 Name: Marienkapelle (Neumayer-Kapelle) GstNr.: 434                                                 |
| ja   | Datei hochladen | Burgruine Oberstainach HERIS-ID: 57602 Objekt-ID: 67820                                  | Leistenweg 50, südwestlich Standort KG: Stainach | | BDA-Hist.: Q38077369 Status: Bescheid Stand der BDA-Liste: 2025-06-30 Name: Burgruine Oberstainach GstNr.: 600/1, 597 Burgruine Oberstainach                             |